# 耶谷东高沙甘
耶谷东高沙甘（1946年9月26日—），马来西亚政治人物，民主进步党党员，曾任马来西亚国际贸易与工业部第二副部长（2008年至2013年），以及砂拉越峇南国会议员（1995年至2013年）。